# Macrozamia humilis
Macrozamia humilis — вид голонасінних рослин класу саговникоподібні (Cycadopsida).
Етимологія: лат. humilis — «скромний або низький», по відношенню до карликового зросту.

## Опис
Рослини без наземного стовбура, стовбур 18–28 см діаметром. Листя 2–7 в короні, від яскраво-зелених до темно-зелених або сіро-зелених, від тьмяних до напівглянсових, завдовжки 35–65 см, з 60–90 листівок; хребет від спірально не закрученого до помірно спірально закрученого; черешок завдовжки 9–16 см. Листові фрагменти прості або дихотомічно розгалужені; середні — 100—180 мм, 4–7 мм шириною. Пилкові шишки веретеновиді, 14–19 см завдовжки, 4,5–5,5 см діаметром. Насіннєві шишки яйцюваті, 10–15 см, 6–8 см діаметром. Насіння яйцеподібне, 25–31 мм завдовжки, 22–26 мм завширшки; саркотеста червона.

## Поширення, екологія
Країни поширення: Австралія (Новий Південний Уельс). Записаний на висоті 600 м над рівнем моря. Цей вид росте на низьких підйомах і пологих схилах поблизу великих гранітних валунів в хирлявих евкаліптових лісах.

## Загрози та охорона
Цей вид зустрічається в межах обмеженого ареалу і, таким чином, буде підданий будь-якій загрозі (жодна не відома, в даний час). Рослини зустрічаються в англ. Goonoowigal State Conservation Area.